# (24053) Shinichiro
(24053) Shinichiro est un astéroïde de la ceinture principale.

## Description
(24053) Shinichiro est un astéroïde de la ceinture principale. Il fut découvert le 12 octobre 1999 à la station Anderson Mesa par le programme LONEOS. Il présente une orbite caractérisée par un demi-grand axe de 2,22 UA, une excentricité de 0,14 et une inclinaison de 7,1° par rapport à l'écliptique.

## Compléments